# Lijst van nummer 1-hits in de Nederlandse Top 40 in 1990
Deze hits stonden in 1990 op nummer 1 in de Nederlandse Top 40.
| Nummer | Datum        | Artiest                | Titel                        |
| ------ | ------------ | ---------------------- | ---------------------------- |
| 404    | 6 januari    | Lisa Stansfield        | All around the world         |
|        | 13 januari   | Lisa Stansfield        | All around the world         |
|        | 20 januari   | Lisa Stansfield        | All around the world         |
|        | 27 januari   | Lisa Stansfield        | All around the world         |
| 405    | 3 februari   | 2 Live Crew            | Me so horny                  |
|        | 10 februari  | 2 Live Crew            | Me so horny                  |
| 406    | 17 februari  | Sinéad O'Connor        | Nothing compares 2 U         |
|        | 24 februari  | Sinéad O'Connor        | Nothing compares 2 U         |
|        | 3 maart      | Sinéad O'Connor        | Nothing compares 2 U         |
|        | 10 maart     | Sinéad O'Connor        | Nothing compares 2 U         |
|        | 17 maart     | Sinéad O'Connor        | Nothing compares 2 U         |
|        | 24 maart     | Sinéad O'Connor        | Nothing compares 2 U         |
|        | 31 maart     | Sinéad O'Connor        | Nothing compares 2 U         |
|        | 7 april      | Sinéad O'Connor        | Nothing compares 2 U         |
| 407    | 14 april     | Snap!                  | The power                    |
|        | 21 april     | Snap!                  | The power                    |
|        | 28 april     | Snap!                  | The power                    |
|        | 5 mei        | Snap!                  | The power                    |
| 408    | 12 mei       | UB40                   | Kingston Town                |
|        | 19 mei       | UB40                   | Kingston Town                |
| 16     | 26 mei       | The Rolling Stones     | Paint it, black              |
|        | 2 juni       | The Rolling Stones     | Paint it, black              |
|        | 9 juni       | The Rolling Stones     | Paint it, black              |
|        | 16 juni      | The Rolling Stones     | Paint it, black              |
| 409    | 23 juni      | Vaya Con Dios          | What's a woman?              |
|        | 30 juni      | Vaya Con Dios          | What's a woman?              |
|        | 7 juli       | Vaya Con Dios          | What's a woman?              |
| 410    | 14 juli      | Adventures of Stevie V | Dirty cash (Money talks)     |
|        | 21 juli      | Adventures of Stevie V | Dirty cash (Money talks)     |
|        | 28 juli      | Adventures of Stevie V | Dirty cash (Money talks)     |
| 411    | 4 augustus   | MC Hammer              | U can't touch this           |
|        | 11 augustus  | MC Hammer              | U can't touch this           |
|        | 18 augustus  | MC Hammer              | U can't touch this           |
|        | 25 augustus  | MC Hammer              | U can't touch this           |
|        | 1 september  | MC Hammer              | U can't touch this           |
| 412    | 8 september  | Londonbeat             | I've been thinking about you |
|        | 15 september | Londonbeat             | I've been thinking about you |
|        | 22 september | Londonbeat             | I've been thinking about you |
|        | 29 september | Londonbeat             | I've been thinking about you |
| 413    | 6 oktober    | Matthias Reim          | Verdammt, ich lieb' Dich     |
|        | 13 oktober   | Matthias Reim          | Verdammt, ich lieb' Dich     |
|        | 20 oktober   | Matthias Reim          | Verdammt, ich lieb' Dich     |
|        | 27 oktober   | Matthias Reim          | Verdammt, ich lieb' Dich     |
| 414    | 3 november   | Steve Miller Band      | The joker                    |
|        | 10 november  | Steve Miller Band      | The joker                    |
| 415    | 17 november  | Maria McKee            | Show me heaven               |
|        | 24 november  | Maria McKee            | Show me heaven               |
| 416    | 1 december   | The Righteous Brothers | Unchained melody             |
|        | 8 december   | The Righteous Brothers | Unchained melody             |
| 417    | 15 december  | Enigma                 | Sadeness (Part I)            |
| 418    | 22 december  | Vanilla Ice            | Ice ice baby                 |
|        | 29 december  | Geen Top 40 verschenen | Geen Top 40 verschenen       |